# دیدبان مریخ
فضاپیمای دیدبان مریخ که با نام اقلیم‌شناسی مریخ نیز شناخته‌می‌شود، یک کاوشگر فضایی رباتیک  بود که توسط ناسا در ۲۵ سپتامبر ۱۹۹۲ به منظور بررسی سطح مریخ، جو، اقلیم و میدان مغناطیسی راه اندازی شد. در طی مسافرت بین سیاره‌ای، ارتباط با فضاپیما در ۲۱ اوت ۱۹۹۳، سه روز قبل از قرار دادن مداری از بین رفت. تلاش برای برقراری مجدد ارتباط با فضاپیما ناموفق بود.

## پیشینه مأموریت

### تاریخچه
در سال ۱۹۸۴، به کمیته اکتشاف منظومه شمسی مأموریت سفر به مریخ با اولویت بالا ارائه شد. سپس با عنوان مدار زمین‌شناسی / اقلیم‌شناسی مریخ، قرار بود اطلاعاتی را که قبلاً توسط برنامه وایکینگ جمع‌آوری شده بود، گسترش دهد. اهداف مأموریت مقدماتی پیش‌بینی می‌کرد که این کاوشگر داده‌های میدان مغناطیسی سیاره‌ای، شناسایی برخی اثرهای خط طیفی مواد معدنی موجود در سطح مریخ را با تصاویر ۱ متر در پیکسل و داده‌های ارتفاع جهانی را ارائه دهد.

### طراحی فضاپیما
فضاپیمای دیدبان مریخ دارای جرم ۱٬۰۱۸ کیلوگرم (۲٬۲۴۴ پوند) اتوبوس آن اندازه‌گیری ۱٫۱ متر عرض، ۲٫۲ متر طول و ۱٫۶ متر عمق است. این فضاپیما بر اساس نقشه‌های ماهواره‌ای قبلی ساخته شده بود، که در اصل در نظر گرفته شده و برای مدار زمین ساخته شده بودند. طرح ماهواره ای باند RCA AS-4000 Ku بطور گسترده‌ای برای اتوبوس فضاپیما، پیشران، محافظت حرارتی و آرایه خورشیدی مورد استفاده قرار گرفت. RCA TIROS و DMSP بلوک ۵۰–۲ طرح‌های ماهواره ای نیز در اجرای نگرش و سیستم کنترل گفتار (AACS)، فرمان و دست زدن به زیر سیستم داده‌ها، و قدرت زیر سیستم، به مریخ آبزرور استفاده شد. سایر عناصر مانند اجزای دو قطبی و آنتن پرمصرف مخصوصاً برای این مأموریت طراحی شده‌بودند.
- نمودار علامت‌گذاری‌شده کاوشگر مریخ
- رصدگر مریخ در سرویس دهی خطیر.
- تکنیسین در حال مونتاژ کاوشگر فضایی مریخ
- در حال سرویس‌دهی به رصدگر مریخ

## عواقب بعدی
برنامه اکتشاف مریخ به دلیل شکست مریخ ناظر در سپتامبر ۱۹۹۳ رسماً تشکیل شد. اهداف آن برنامه شامل شناسایی محل آب و آماده‌سازی برای ماموریت‌های خدمه به مریخ است.